# Doro Macula
Doro Macula est une traînée sombre située sur le satellite Triton de la planète Neptune par 27,5° S et 31,7° E. Il pourrait s'agir de la trace laissée par le panache d'un geyser retombant sur le sol après avoir dérivé avec le vent en s'éloignant du pôle sud, sans doute sous l'effet du réchauffement dû au soleil printanier — à l'époque du passage de Voyager 2 — dans cette région.